# Loye-sur-Arnon
Loye-sur-Arnon ist eine französische Gemeinde mit 301 Einwohnern (Stand: 1. Januar 2022) im Département Cher in der Region Centre-Val de Loire; sie gehört zum Arrondissement Saint-Amand-Montrond und zum Kanton Châteaumeillant. 

## Geographie
Loye-sur-Arnon liegt etwa 49 Kilometer südlich von Bourges. Umgeben wird Loye-sur-Arnon von den Nachbargemeinden Marçais im Nordwesten und Norden, Arcomps im Norden und Nordosten, Faverdines im Osten, Vesdun im Südosten, Saint-Christophe-le-Chaudry im Süden, Reigny im Südwesten sowie Ardenais im Westen.

## Bevölkerungsentwicklung
| Jahr                       | 1962 | 1968 | 1975 | 1982 | 1990 | 1999 | 2006 | 2019 |
| Einwohner                  | 505  | 488  | 390  | 329  | 303  | 308  | 309  | 299  |
| Quellen: Cassini und INSEE |      |      |      |      |      |      |      |      |

## Sehenswürdigkeiten
- Kirche Saint-Martin aus dem 12./13. Jahrhundert
- Herrenhaus von Girouettes aus dem 17. Jahrhundert

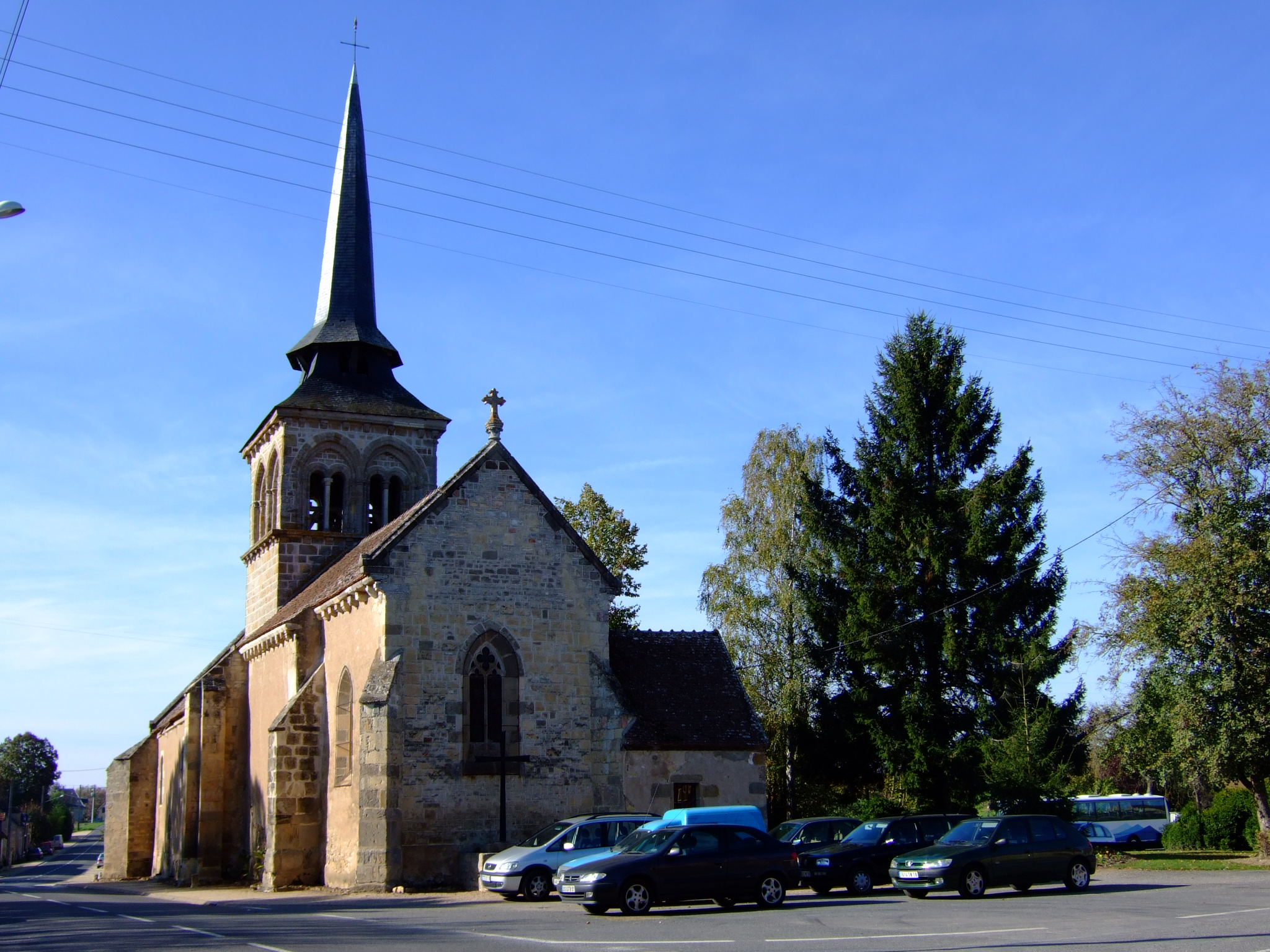
Kirche Saint-Martin